# 246 aC
El 246 aC va ser un any del calendari romà prejulià. Durant la República i l'Imperi Romà, era conegut com a any del consolat de Cras i Licí (o també any 508 ab urbe condita). L'ús del nom «246 aC» per referir-se a aquest any es remunta a l'alta edat mitjana, quan el sistema Anno Domini va ser el mètode de numeració dels anys més comú a Europa.

## Esdeveniments

### Antic Egipte
- Ptolemeu III Evergetes I succeeix Ptolemeu II Filadelf al tron. Era el fill gran de Ptolemeu Filadelf i de la seva primera dona Arsínoe I.[2]

### Imperi Selèucida
- Seleuc II Cal·linic és coronat rei dels selèucides a la mort del seu pare Antíoc II Teos.[3]
- El rei egipci Ptolemeu III Evergetes va a Síria perquè la seva germana, Berenice, que havia estat repudiada per Antíoc II Teos, te por de morir assassinada. Es refugia al temple de Dafne a Antioquia amb el seu fill, però els soldats rebels la maten. Quan Ptolemeu arriba, només la pot venjar.[4]
- Ptolemeu II declara la guerra a Seleuc II Cal·línic, iniciant la Tercera Guerra Síria, i mobilitza un gran exèrcit. Obté importants victòries sobre Seleuc a Síria i Anatòlia, ocupa breument Antioquia i arriba fins i tot a Babilònia.[5]

### Àsia Menor
- Zeiles, fill de Nicomedes I i Ditizela, puja al tron de Bitínia.[6]

### Antiga Roma
- Aquest any són elegits cònsols Mani Octacili Cras i Marc Fabi Dorsó Licí.[7]
- En el curs de la Primera Guerra Púnica, els dos cònsols lluiten contra els cartaginesos a l'illa de Sicília. Sembla que la guerra va tenir mals resultats.[8]

## Naixements
- Arsínoe III, reina d'Egipte, filla de Ptolemeu III Evèrgetes I i de Berenice II.[9]

## Necrològiques
- Ptolemeu II Filadelf, rei d'Egipte, de mort natural després d'un regnat d'uns 38 anys.[10]
- Antíoc II Theós, rei selèucida de Síria, mor enverinat per la seva dona Laodice.
- Nicomedes I, rei de Bitínia.